# Miraklet på Entoto
|  | Denne artikel er oprettet af botten PalnaBot ud fra en ekstern database. Den kan derfor have sproglige fejl eller mangler. Denne skabelon kan fjernes efter kontrol af indholdet. |

Miraklet på Entoto er en film fra 2008 instrueret af Sidsel Lønvig Siersted og Sebastian Sztuk.

## Handling
Fra Entoto-bjerget er der en fantastisk udsigt over Addis Abeba. Her ligger en kirke og en kilde med vand, der udretter mirakler. Derfor søger syge mennesker helbredelse ved det hellige vand og en hel by af pilgrimme er opstået nær kilden. Filmen følger en kvinde og en mand, som begge søger helbredelse for HIV.